# Оросфая
Оросфая (рум. Orosfaia) — село у повіті Бистриця-Несеуд в Румунії. Входить до складу комуни Мілаш.
Село розташоване на відстані 298 км на північний захід від Бухареста, 31 км на південь від Бистриці, 63 км на схід від Клуж-Напоки.

## Населення
За даними перепису населення 2002 року у селі проживали 468 осіб.
Національний склад населення села:
| Національність | Кількість осіб | Відсоток |
| -------------- | -------------- | -------- |
| румуни         | 427            | 91,2%    |
| угорці         | 41             | 8,8%     |

Рідною мовою назвали:
| Мова      | Кількість осіб | Відсоток |
| --------- | -------------- | -------- |
| румунська | 431            | 92,1%    |
| угорська  | 37             | 7,9%     |